# José Maria de Avellar Brotero
José Maria de Avellar Brotero (17 de Fevereiro de 1798, Lisboa - 4 de Março de 1873, São Paulo) foi um jurista, filósofo e político luso-brasileiro, reconhecido como o primeiro lente de curso jurídico a ser nomeado no Brasil. 

## Família e Educação
Nasceu em Lisboa, no dia 17 de Fevereiro de 1798, filho de Manuel Inácio de Avellar Brotero e de Maria do Nascimento de Avellar Brotero. Foi sobrinho do famoso botânico Felix da Silva e Avelar, que compôs para si próprio o nome Brotero a partir das palavras gregas brotos (mortal) e eros (amor), assim fazendo sua filantropia evidente em seu nome. O nome foi gradualmente adotado por outros membros da família a medida que a reputação de Felix crescia.
Manuel Inácio de Avellar Brotero era um oficial respeitado da marinha portuguesa e morreu em Moçambique, em 1826 após uma longa carreira como político da coroa portuguesa, inclusive com um período de 15 anos como Governador da Ilha de Porto Santo, no arquipélago da Madeira.
José Maria de Avellar Brotero formou-se em leis (direito) pela Universidade de Coimbra em 1819, e foi Juiz de Celorico da Beira de março de 1822 a junho de 1823, quando fugiu ao arquipélago dos Açores durante a Guerra Civil Portuguesa entre os absolutistas e constitucionalistas liberais. Brotero havia participado de uma conspiração contra o regime de D. Miguel e da Rainha D. Carlota, e portanto procurou refúgio na ilha do Faial, onde grande parte dos liberais portugueses perseguidos pela coroa se concentravam. Lá, conheceu e casou-se com D. Ana Nancy Dabney, nascida em Bordeaux e filha de Norte-Americanos. Tiveram sete filhos juntos, e Brotero ainda teve mais dois filhos fora do casamento.

## Carreira no Brasil
Em 1825, fugiu da ilha do Faial para o Brasil temendo a perseguição de liberais nos Açores. No dia 6 de Outubro de 1826, o Imperador Pedro I apresentou o projeto de lei que passou a ter vigência no dia 11 de agosto de 1827, criando os primeiros cursos jurídicos no Brasil na Faculdade de Direito de Olinda (hoje a Faculdade de Direito da Universidade Federal de Pernambuco) e na Faculdade de Direito de São Paulo (hoje a Faculdade de Direito da Universidade de São Paulo) e posteriormente designou por decreto, no dia 12 de outubro de 1827, José Maria de Avellar Brotero o primeiro lente da faculdade de direito em São Paulo, abrangendo direito natural, direito público, análise da constituição do império, direito das gentes, diplomacia, e a partir do segundo ano, direito eclesiástico. Em 1833, adquiriu a nacionalidade Brasileira após completar cinco anos desde sua chegada ao país, mesmo ano que foi agraciado com o título de Conselheiro do Império, e em 1836, publicou a primeira monografia sobre direito das gentes escrita por um brasileiro; Questões sobre Presas Marinhas. Aposentou-se no dia 22 de novembro de 1871, tendo acumulado as funções de professor e secretário por quarenta e três anos. 

### Compêndio de Direito Natural
No final do primeiro ano letivo de Brotero como professor, em dezembro de 1828, o Imperador ordenou que enviasse ao Rio de Janeiro um compêndio de suas aulas, requerido de todos os lentes de academias, e sujeito à aprovação do Ministro do Império, na época José Clemente Pereira. Segundo Brotero, "O Leitor deve saber, que estas Lições eram prontas à noite para servir de manhã, e que estas notas eram parte, ou fundamento da explicação, que fiz na Aula, e a qual se não escreveu na nas apostilas. Recebi do Governo Ordem para remeter este Compêndio quanto antes, e por isso muito à pressa mandei tirar uma cópia da minuta que tinha servido para os atos" . Seus principios filosóficos, inspirados principalmente pelos materialistas franceses do século XVIII, apresentava "algumas teses demasiado avançadas para a época, como a defesa do divórcio, a condenação do celibato clerical e a apologia da liberdade de convicção religiosa, sofreu violenta hostilidade no ambiente conservador do fim do primeiro império...". Lino Coutinho, um dos deputados que insistia que os compêndios acadêmicos precisassem ser aprovados pela Câmara, foi um de seus maiores críticos: "foi oferecido aqui à Câmara um compêndio de direito natural, feito por um lente da escola de direito de São Paulo, compêndio esse que é vergonha das vergonhas pelas suas imbecilidades, e mesmo compêndio prejudicial pelas más doutrinas que nele se encerram, e que eu não sei como o Sr. Ex-ministro do Império, sem examinar este compêndio, sem coisa nenhuma, mandasse ou decretasse que se ensinasse à mocidade brasileira por tão infame compêndio". Em seguida, declarou que a definição de homem, segundo o compêndio de Brotero, "faz rir". A definição é a seguinte "o homem é um ente dotado se sensibilidade e inteligência, ou um animal dotado da faculdade da razão, ou de aptidão de razão." 

## Obras Destacadas
- Compêndio de Direito Natural (1829)
- Questões sobre as Presas Marinhas (1936)
- Filosofia do Direito Constitucional (1842)
- Tumulto do Povo em Évora (1845)